# Cistanthe arenaria
Cistanthe arenaria är en källörtsväxtart som först beskrevs av Adelbert von Chamisso, och fick sitt nu gällande namn av Carolin och M.A. Hershkovitz. Cistanthe arenaria ingår i släktet Cistanthe och familjen källörtsväxter. Inga underarter finns listade i Catalogue of Life.